# Asahel Curtis
 (avril 2024).
Asahel Curtis (1874-1941) est un photographe américain du Nord-Ouest Pacifique. Il a documenté la ruée vers l'or du Klondike à Seattle, des paysages naturels du Nord-Ouest et des projets d'infrastructure à Seattle.

## Biographie

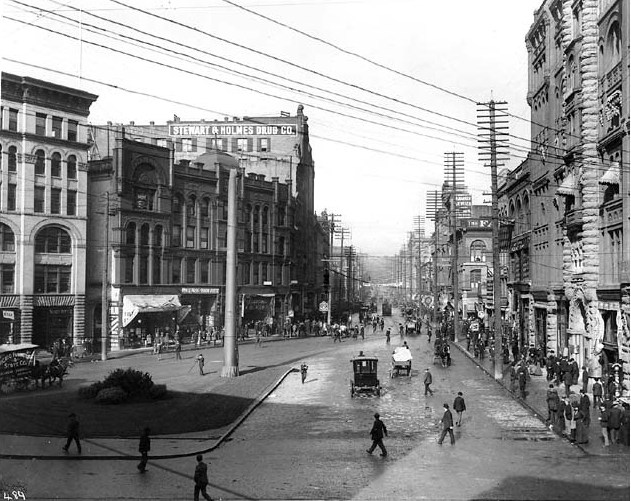
Photographie de Seattle en 1900, prise par Asahel Curtis.

Asahel Curtis naît en 1874 dans le Minnesota, fils de Johnson Asahel Curtis (1840–1887) et d'Ellen Sheriff (1844–1912). Son père est un membre du clergé et un vétéran de la guerre de Sécession. Un de ses frères est Edward Sheriff Curtis (1868–1952), photographe et ethnologue.
En 1880, la famille vit à Cordova, Minnesota, dans le comté de Le Sueur, Johnson Curtis y est épicier au détail. Quand Edward et Asahel sont adolescents, ils utilisent un appareil photo fait maison. En 1885, à l'âge de dix-sept ans, Edward devient apprenti photographe à Saint Paul (Minnesota).
La famille Curtis part pour l'État de Washington en 1888. Les centres d'intérêt des deux frères divergent alors. Edward se consacrera pendant 33 ans à la vie traditionnelle des autochtones d'Amérique. Asahel lui se tourne vers la photographie des ressources naturelles de Washington et de ses industries, des événements historiques et de la population.
Edward ouvre un studio de photographie à Seattle, où Asahel est embauché en 1894. En 1897, les deux frères conviennent qu'Asahel va se rendre au Yukon pour photographier la ruée vers l'or du Klondike. Il y reste deux ans, prenant alternativement des photos et travaillant sur une petite concession en grande partie improductive. Ce voyage de deux ans en Alaska et au Klondike lance sa carrière de photographe. Charles Ainsworth, son partenaire minier, fait partie des nombreux mineurs chercheurs d'or qu'Asahel a photographiés entre 1897 et 1899.
Après avoir travaillé ensemble pendant quelques années, Edward et Asahel se séparent après un désaccord sur les droits des photos du Yukon qu'Edward a publiées sous son propre nom.

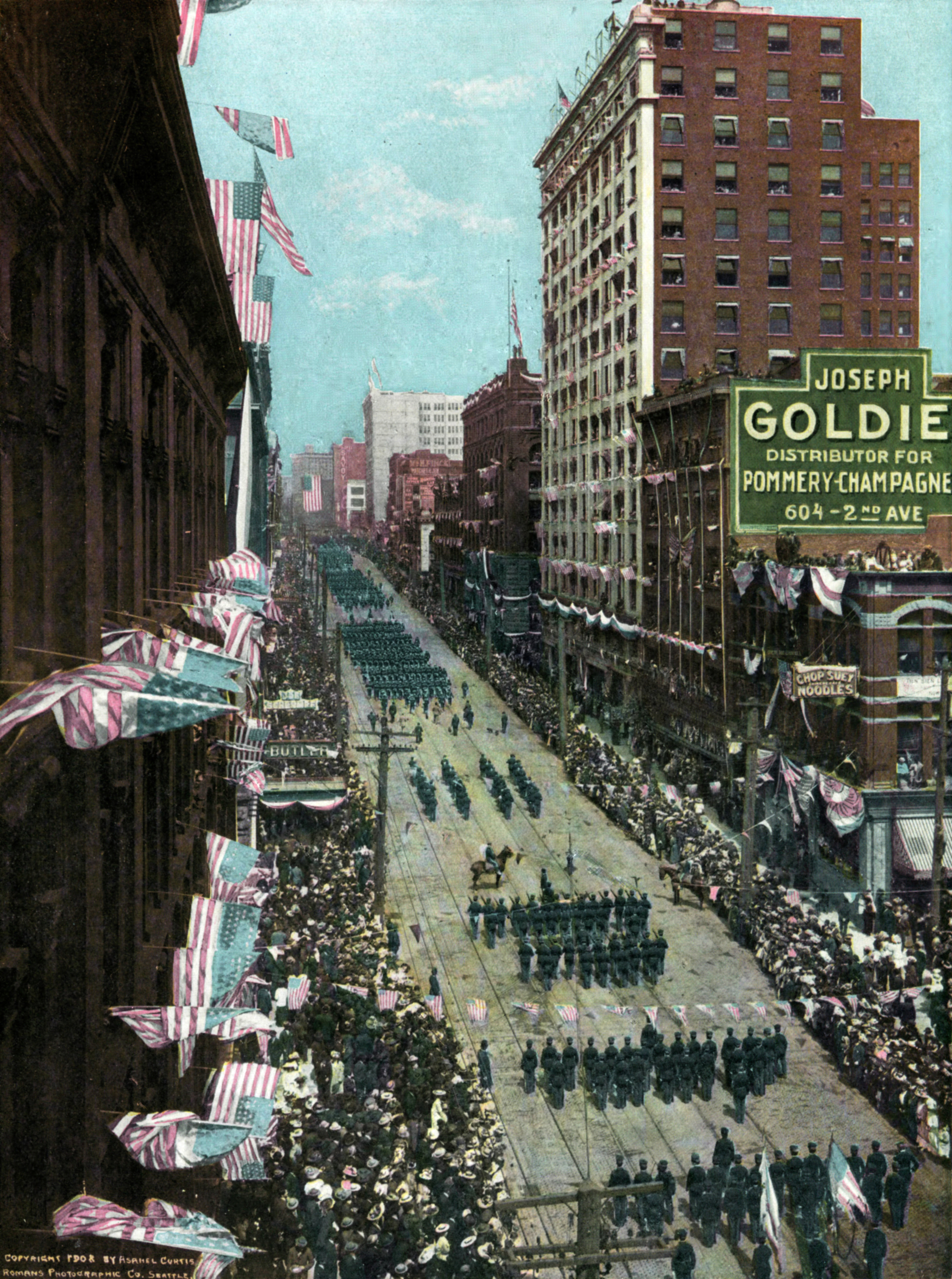
Un défilé de 1908 à Seattle, photographie colorisée par Asahel Curtis.

Edward se concentre sur l'obtention d'un financement de son projet sur les autochtones d'Amérique du Nord par le biais de conférences et de projections de photographies. Edward connaîtra une renommée nationale pour ses vingt volumes de photographies d'Amérindiens. Asahel réussit comme photographe, bien qu'il n'obtienne pas la même reconnaissance qu'Edward. Il épouse Florence Carney en 1902.
En 1911, il crée son propre studio à Seattle et emploie une équipe de développeurs et de coloristes, dont sa sœur Eva. Il est embauché par des entreprises locales, des organisations et de riches particuliers pour des portraits et des photos publicitaires. Il sera surtout connu pour ses photographies de la région de Washington, publiées dans tout le pays.
Les 1677 photographies de l'Asahel Curtis Photo Company, conservées dans la collection numérique des bibliothèques de l'Université de Washington sont l'un des patrimoines photographiques les plus précieux de Seattle, de l'État de Washington, de l'Alaska et du Klondike, couvrant une période allant des années 1850 à 1940.

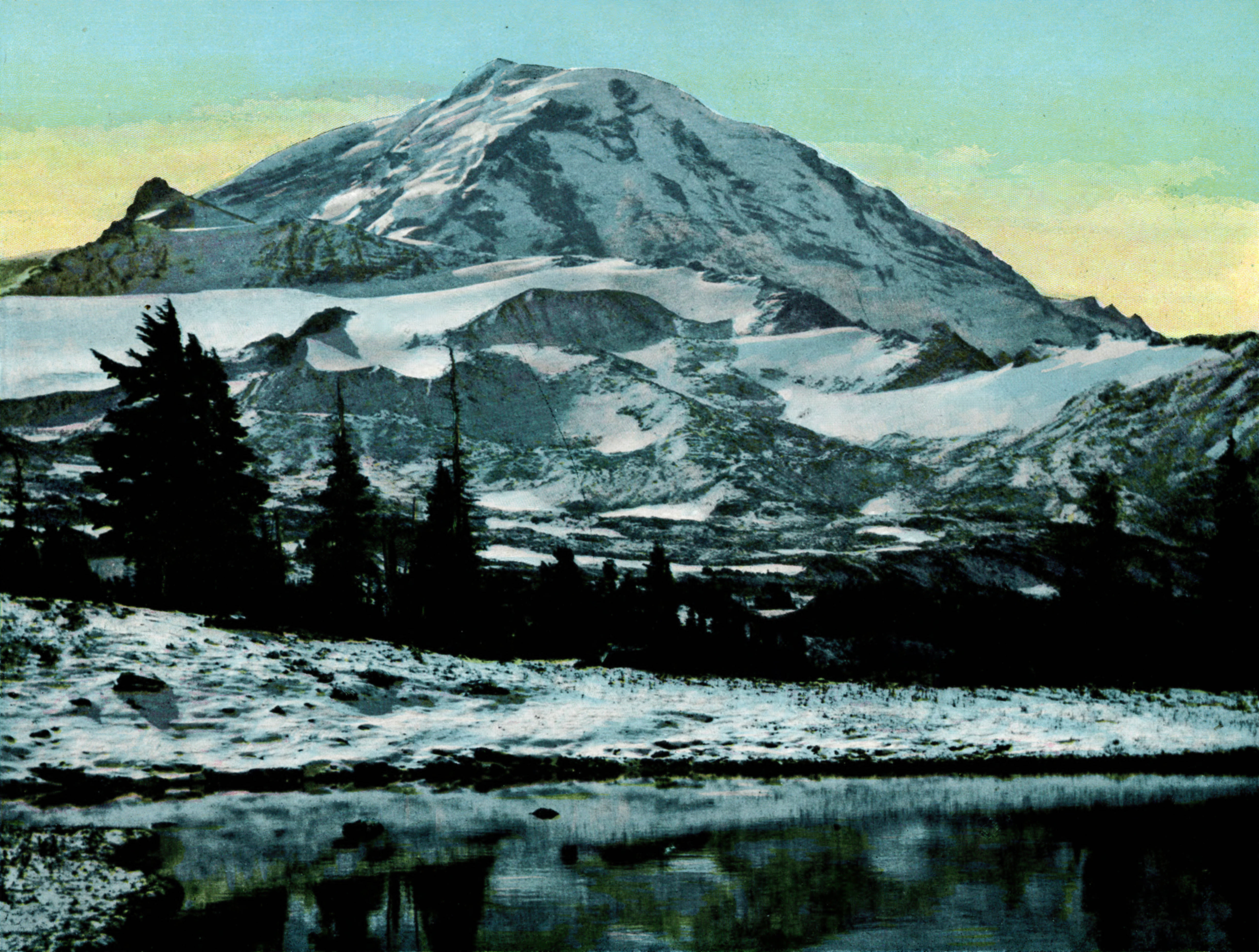
Photo du mont Rainier par Asahel Curtis, 1908.

Curtis est un observateur attentif des gens, des lieux et des événements ; il s'intéresse aux industries du bois, de l'agriculture, de la pêche et des mines de Washington. Il photographie des événements historiques tels que les visites présidentielles, la construction des barrages sur le fleuve Columbia et l'ambitieux projet Denny Regrade (Denny Triangle, Seattle).
Curtis s'investit particulièrement dans le développement du parc national du mont Rainier. Il est l'un membre fondateur des Mountaineers, un groupe d'alpinistes qui promeut la préservation des zones sauvages. Son équipe fut la première à gravir le Mont Shuksan en 1906.
Photographe officiel de la chambre de commerce de Seattle, il préside son comité de développement et son comité routier pendant des années. Il possède un petit verger à Ellensburg, et pense que la productivité du centre de Washington pouvait être améliorée par des projets d'irrigation d'une région aride pour en faire des terres cultivables. La Washington Irrigation Association le choisit comme président dans les années 1920. Il participe aussi aux travaux de la Washington State Good Roads Association dont il est président en 1932 et 1933.

Il travaille dans son studio de Seattle jusqu'à sa mort en 1941. Soixante mille de ses photos sont détenues en fiducie par la Washington State Historical Society à Tacoma.
Les glaciers supérieur et inférieur de Curtis sur le mont Shuksan dans le parc national de North Cascades ont été nommés en l'honneur de Curtis, qui a effectué l'ascension de la montagne en 1906. Le sentier Asahel Curtis est situé dans la forêt nationale du mont Baker-Snoqualmie, près du col très fréquenté de Snoqualmie, le long de l'Interstate 90.